# Герасименко Андрій Віталійович
Андрій Віталійович Герасименко (нар. 10 січня 1987, Бровари, Київська область, УРСР) — український футболіст, півзахисник та нападник.

## Життєпис
Вихованець клубу «Княжа» (Щасливе), кольори якого захищав у юнацьких чемпіонатах України (ДЮФЛУ). У 2005 році розпочав дорослу футбольну кар'єру в першій команді вище вказаного клубу. З літа 2005 по кінець 2006 року виступав в івано-франківському «Факелі». У 2007 році проходив військову службу в київському ЦСКА. На початку 2008 року захищав кольори тернопільської «Ниви», потім перейшов до ПФК «Олександрія». Дебютував у футболці «професіоналів» 27 липня 2008 року в переможному (3:0) виїзному поєдинку 2-о туру першої ліги проти бурштинського «Енергетика». Андрій вийшов на поле на 64-й хвилині, замінивши Олександра Казанюка. Єдиним голом за олександрійську команду відзначився 2 травня 2009 року на 20-й хвилині програного (1:2) виїзного поєдинку 26-о туру Першої ліги проти ужгородського «Закарпаття». Герасименко вийшов на поле в стартовому складі та відіграв увесь матч. У футболці ПФК «Олександрії» відіграв півтора сезони, за цей час у Першій лізі зіграв 25 матчів (1 гол), ще 3 поєдинки провів у кубку України. Під час зимової перерви сезону 2009/10 років перейшов до білоцерківського «Арсеналу». У липні 2010 року повернувся до реорганізованого клубу «Прикарпаття» (Івано-Франківськ). Сезон 2011/12 років провів у друголігових клубах «Десна» (Чернігів) та «Єдність» (Плиски). Після цього виступав на аматорському рівні. З 2013 по 2016 рік захищав кольори ФК «Бровари» (з перервою у 2014 році, коли був гравцем відродженого аматорського клубу «Арсенал-Київ»). По ходу сезону 2016 року переїхав до сусідньої Черкащини, де о 2017 року виступав в обласному чемпіонаті за «Ретро» (Ватутіне) та «Уманьферммаш».

## Досягнення
- Перша ліга чемпіонату України
  -  Бронзовий призер (1): 2009